# Narsapur
Narsapur, auch Narasapur oder Narasapuram, ist eine Stadt im indischen Bundesstaat Andhra Pradesh. Die Stadt ist nach Narasimha benannt.
Die Stadt ist Teil des Distrikts West Godavari. Narsapur hat den Status einer Municipality. Die Stadt ist in 19 Wards gegliedert. Sie hatte am Stichtag der Volkszählung 2011 insgesamt 58.770 Einwohner, von denen 28.796 Männer und 29.974 Frauen waren. Hindus bilden mit einem Anteil von ca. 88 % die größte Gruppe der Bevölkerung in der Stadt gefolgt von Christen mit ca. 6 % und Muslimen mit ca. 4 %. Die Alphabetisierungsrate lag 2011 bei 86,24 %.
Die Niederländer landeten 1626 in Narsapur. Die Stadt wurde von den Niederländern als Hafen genutzt und zur Herstellung von Schiffen und Boote gebaut. Im 16. Jahrhundert gründeten die Portugiesen eine eigene Fabrik, die noch einige Jahre als Handelszentrum diente. Im 18. Jahrhundert wurde Narsapur ein wichtiger Handelshafen. Die Bedeutung nahm allerdings mit der Zeit ab. Im 19. Jahrhundert fiel die Stadt schließlich unter die Herrschaft der Briten.
Die Stadt ist heute durch einen Bahnhof mit dem Rest des Landes verbunden.